# Eveline Krietsch-Matzura
Eveline Krietsch-Matzura (* 10. April 1928; † 23. Februar 2012 in Lohmar) war eine deutsche Schauspielerin.

## Leben
Krietsch-Matzura war als Schauspielerin aktiv. Ihre wohl bekanntesten Rollen waren in Aus einem deutschen Leben sowie in Das letzte Siegel.
Eveline Krietsch-Matzura war mit dem Schauspieler Hansjoachim Krietsch (1936–2010) verheiratet. Ihre Tochter Franziska Grasshoff (1957–1999), ihr Sohn Oliver Krietsch-Matzura (1969–2016) und ihre Enkelin Friederike Grasshoff (* 1985) waren bzw. sind ebenfalls Schauspieler.

## Filmografie (Auswahl)
- 1977: Aus einem deutschen Leben
- 1980: Das Käthchen von Heilbronn
- 1982: Tatort: Der unsichtbare Gegner
- 1993: Das letzte Siegel
- 2000: Nesthocker – Familie zu verschenken  (Fernsehserie, Episode: Eifersüchtig)